# Eudorylas consimilis
Eudorylas consimilis är en tvåvingeart som beskrevs av José Albertino Rafael 1989. Eudorylas consimilis ingår i släktet Eudorylas och familjen ögonflugor. Inga underarter finns listade i Catalogue of Life.